# HNK Petrovec
Nogometni klub Petrovec osnovan je 1979. godine u selu Petrovec. 
Aktivan je bio do listopada 1995. godine, kada prekida s radom. 
Obnovljen je 2009. godine, na 30. obljetnicu osnutka.

## Uspjesi
Razni uspjesi na turnirima. 
Osvojena 2 naslova prvaka lige - 1981./82. i 1987./88.

## Natjecanje
Trenutačno se natječe u 3. ŽNL SMŽ - NS Sisak.